# مارگیت
latitudeمارگیتlongitudeمارگیت
مارگیت، انگلستان (به انگلیسی: Margate) شهری در منطقهٔ تیس‌ساید کشور انگلستان است که این کشور خود بخشی از بریتانیا محسوب می‌شود. این شهر در سال ۱۹۹۱ میلادی ۵۶٫۷۳۴ نفر جمعیت داشته و در سرشماری سال ۲۰۰۱ جمعیت آن به ۵۸٫۴۶۵ نفر رسیده‌است. میزان رشد سالانهٔ جمعیت مارگیت، انگلستان ‎۰٫۲۳ درصد می‌باشد و جمعیت این شهر در سال ۲۰۱۲ به ۵۹٫۹۷۲ نفر تغییر یافت.